# Sattelköpfe (Naturschutzgebiet)
Das Naturschutzgebiet Sattelköpfe liegt im Landkreis Nordhausen in Thüringen nördlich von Hörningen. Teilweise am nördlichen Rand des Gebietes fließt die Wieda und nordöstlich die Zorge. Westlich verläuft die Landesstraße L 1039 und nördlich die L 2067.

## Bedeutung
Das 127,4 ha große Gebiet mit der NSG-Nr. 314 wurde im Jahr 1996 unter Naturschutz gestellt. „Das Gebiet repräsentiert einen Ausschnitt der Gipskarstlandschaft mit typischen geomorphologischen Bildungen, wie Dolinen, Erdfälle, Hohlräume und Trockentälchen, sowie bedeutender Flora und Fauna. […] Die Sattelköpfe sind durch einen hohen Anteil an Kiefernforst, Waldlabkraut-Eichen-Hainbuchenwald und Hainsimsen-Traubeneichen-Mischwald charakterisiert.“